# パイオニア・コートハウス・スクウェア

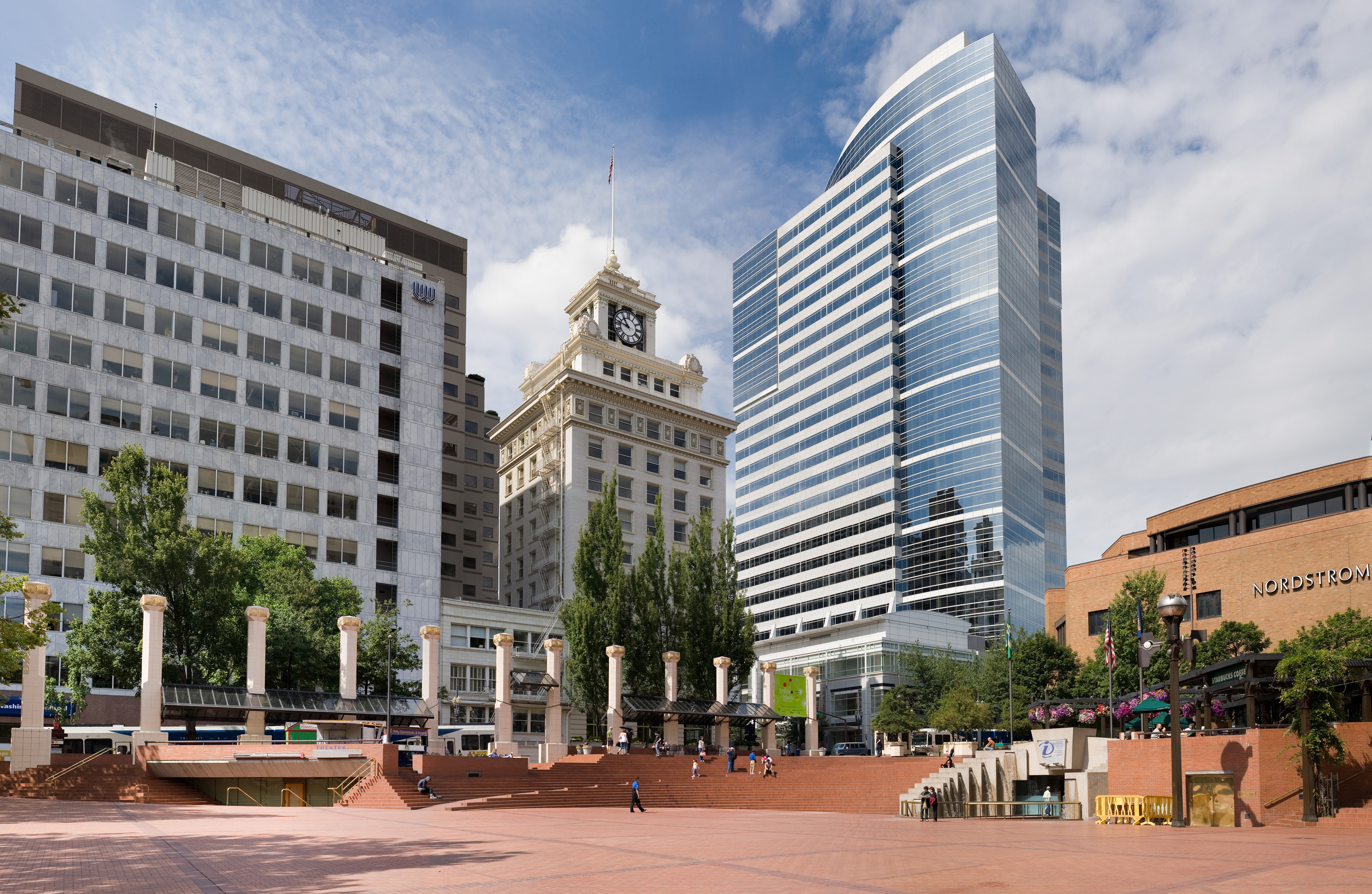
パイオニア・コートハウス・スクウェア。超高層建築物のフォックス・タワーが背後に聳え立つ。

パイオニア・コートハウス・スクウェア（英: Pioneer Courthouse Square）は、ポートランドの居間（英: Portland's living room）の愛称を持つ、アメリカ合衆国オレゴン州ポートランド市中心街の一街区（3700m², 40,000 ft²）に広がる公共空間。北部で Southwest Morrison Street 、東部で Southwest 6th Avenue 、南部で Southwest Yamhill Street 、西部で Southwest Broadway に面している。

## 歴史

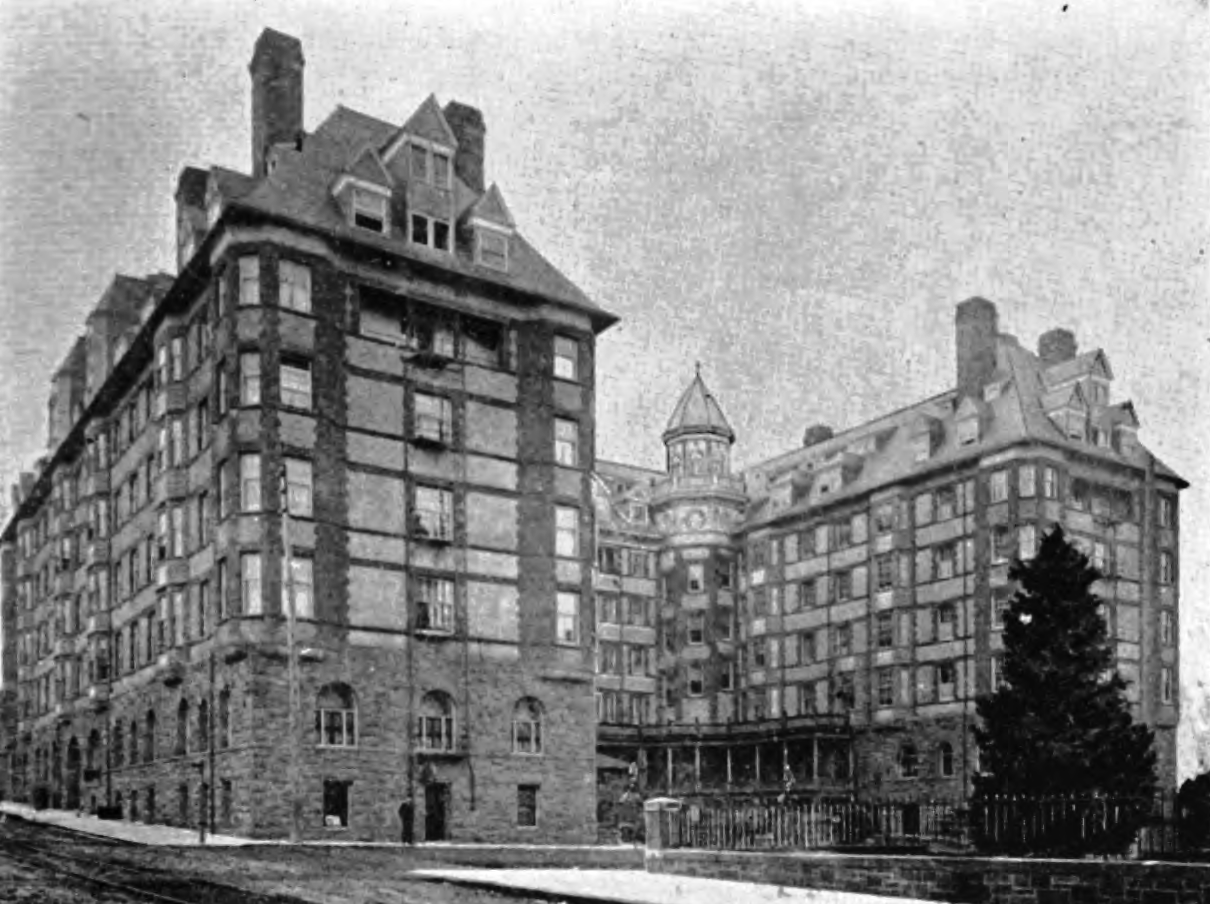
1900年頃のポートランド・ホテル。後にパイオニア・コートハウス・スクウェアとなる街区で営業していた。

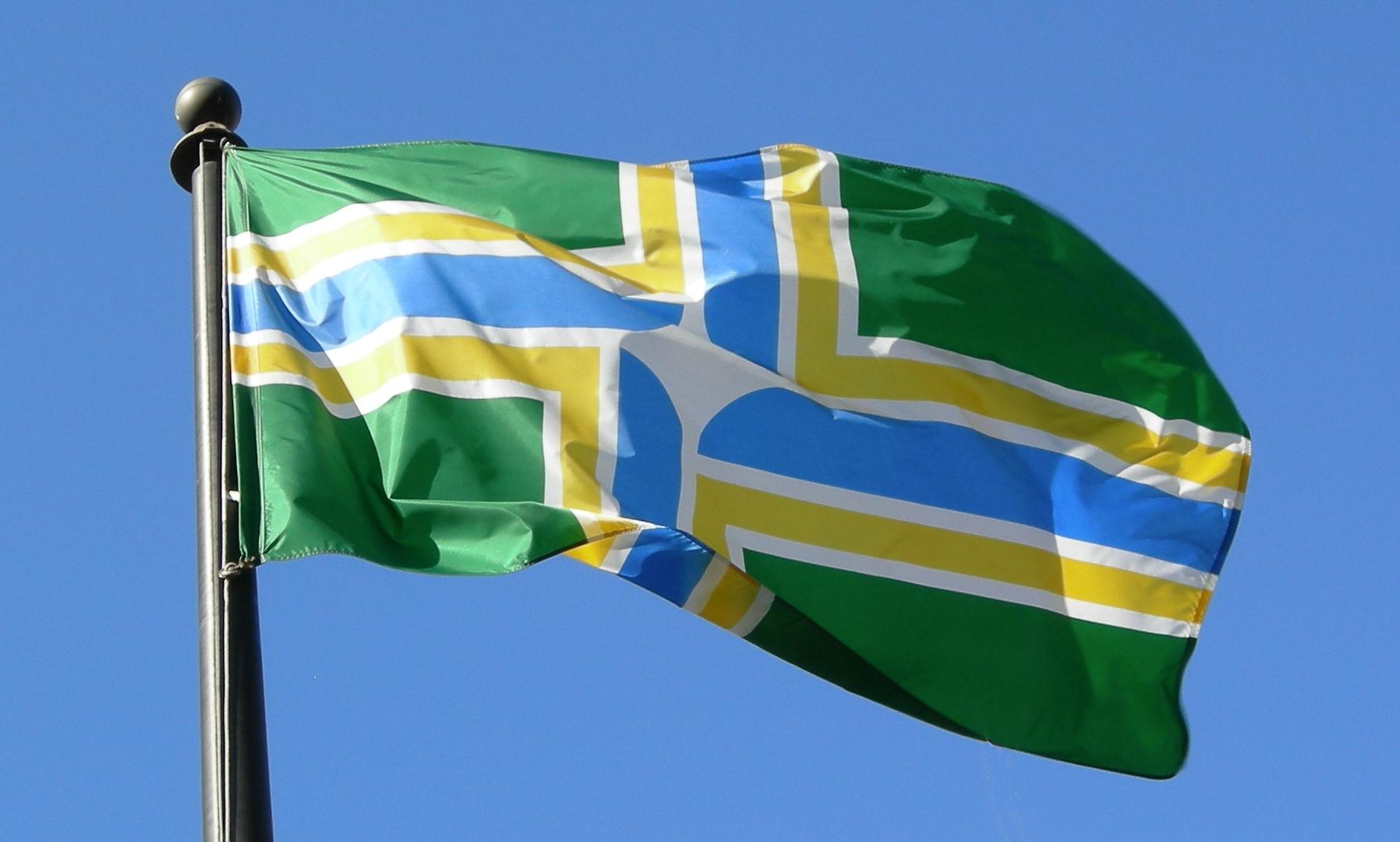
パイオニア・コートハウス・スクウェアで風に靡くポートランド市旗

パイオニア・コートハウス・スクウェアの名称は、この広場のすぐ東に所在する政府建築パイオニア・コートハウス（1875年竣工）に由来する。
広場の歴史は、市がセントラル・スクール所在地周辺の土地を購入した1856年より始まる。1883年、ノーザン・パシフィック鉄道の延伸を受けて大規模なホテルの建造計画が承認され、同校は移転した。景気衰退による遅延を経て、1890年に8階建てのポートランド・ホテルが同地に完成した。ポートランド・ホテルは、20世紀前半のポートランドにおける社会事業の中核的存在を担っていたが、1951年に取り壊され、2階建ての駐車場が建てられた。ポートランド・ホテル時代のアーチ道やゲートワークは現存しており、パイオニア・コートハウス・スクウェアの南側に今日でも確認することができる。
1970年代初頭、ポートランド中心街の基本都市計画として同地に公共空間を建設する案が提出された。1975年、ポートランド市長のネイル・ゴールドシュミットは百貨店のマイヤー&フランクが駐車場として用いていた土地の買収に乗り出し、駐車場の問題を解消した後、説得に成功した。1980年初頭になると、後にパイオニア・コートハウス・スクウェアとなる広場のデザインが募集された。162件の案が提出され、ニューヨーク市、フィラデルフィア、サンフランシスコ／ロサンゼルス、ボストン、ポートランドの各都市の企業から1件ずつ、合計で5件の最終候補が選出された。その後、ウィラード・マーティンが主任設計を務めるポートランドのチームが勝利を収めた。マーティンらのデザインは、1981年のプログレッシブ・アーキテクチャー誌から "Architectural Design Citation" に選ばれた。
デザインが決定すると、今度は資金問題が表面化することになる。ポートランド市長のフランク・イヴァンシーは、「開放型」の公共空間が浮浪者の溜まり場になってしまうことを懸念し、ポートランド中心街に拠点を構える一部の企業保有者や影響力のある市民を、新たに決まったデザインの反対派に導いた。当時テレビで政治評論家を務めていたトム・マッコール前オレゴン州知事は、憤慨しながら次のように述べている。
数人の影の権力者によってあの全米規模のデザイン競争の結果が無意味と断じられたことをオレゴニアンが知ったら、彼らの多くはさぞやショックを受けるだろう…。
広場建設の費用として、土地買収に300万米ドル、建造物や設備の設置に430万米ドルが必要となった。これは反対派が広場建設計画を白紙に返すのに十分な額であった。マーティンは他の建築家やボランティアを協力して、図案化した広場の設計図を敷地そのものに描画し、反対派による工事の遅れに大衆の目を向けさせた。この運動を受けて、ポートランド市のチャールズ・ジョーダン理事、マイク・リンドバーグ理事は市民を募って「フレンズ・オブ・パイオニア・スクウェア」という団体を結成し、名前を刻んだ5万個の煉瓦の売り上げから75万米ドルの資金を調達し、この計画の救済に貢献した。そして1984年、パイオニア・コートハウス・スクウェアが完成した。
2001年、広場のすぐ南西の街区に超高層建築物のフォックス・タワーが竣工するが、フォックス・タワーは午後になると広場の大半を日陰で覆うことから、市民の間で物議を醸した。

## 特徴
広場の北側に面する Morrison Street と南側に面する Yamhill Street には、MAXライトレールの停留所が設置されている。広場の北側には、古代の廃墟を想起させるような古典的な柱のオブジェが数本立っており、その一部は根元の部分で折れてあたかも台座のみが残っているかのようになっている。その台座の上にはチェステーブルが描かれており、日中になると集まってチェスを楽しむ人々が見られる。広場の西側には小さな階段状の滝が流れており、公共の案内所の入り口を形作っている。広場の中央は半円型の円形競技場のように作られており、その周囲には24段程度の階段が整備され、広場で演奏会などのイベントが開催されると人々が階段に腰を掛けられるようになっている。2007年1月1日現在、パイオニア・コートハウス・スクウェアは禁煙区域に指定されている。
広場に敷かれている煉瓦は、建設中に資金を集めるために売られたもので、寄贈者の名前が刻み込まれている。1970年代、「持続可能な生活の初期の開拓者」の異名を持つエリック・ラッドは、解体されたポートランド・ホテルの残骸から救い出したスクラップを使って広場の東端に錬鉄製の玄関口を建造した。
2008年1月、ポートランドに拠点を置くNBC系列のKGWは、以前広場で書店のパウエルズ・ブックスに使われていた土地に、ハイビジョン用のニュース・スタジオを建設することを明らかにした。2008年の夏の完成予定で、KGWは朝と正午のニュース放送をこのスタジオで放送する予定であるとしている。

## パブリックアート

### Allow Me

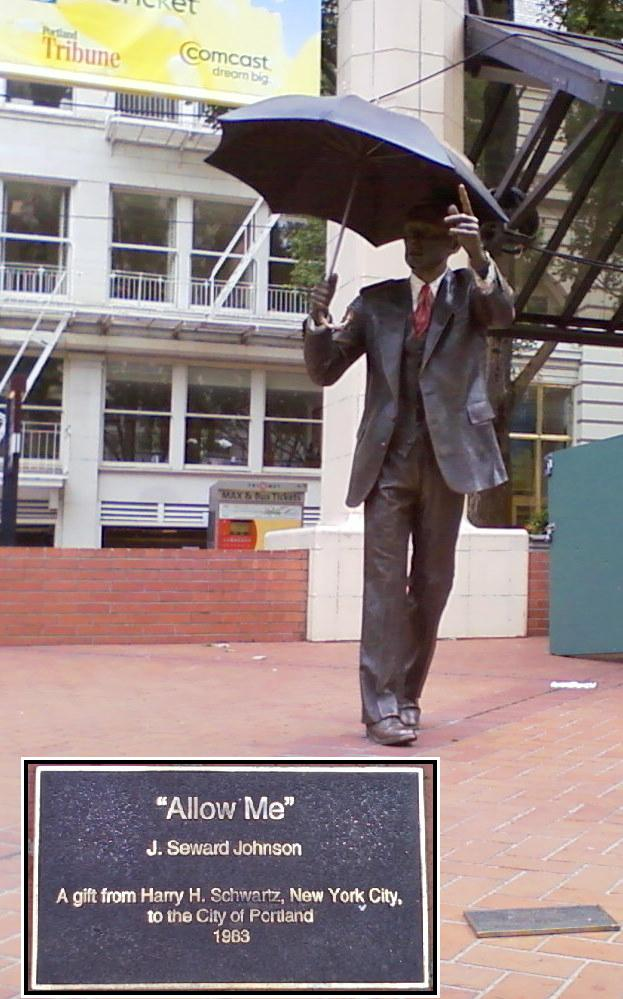
Allow Me

ポートランドを代表するパブリックアートの一つが、スワード・ジョンソン作の Allow Me である。一般的には Umbrella Man と呼ばれ親しまれている。広場の南側、円形競技場のすぐ横に展示されている。ビジネススーツを着た男のブロンズ像で、手には傘を持ち、親しみのある身振りで来訪者を迎えている。

### Weather Machine
Weather Machine は、頭頂部に大きな銀色のオーブが付いた金属柱の作品である。毎日正午になると次の日の天気予報がトランペットのファンファーレ、点滅する光、霧の噴射とともに告げられる。オーブは開閉する仕組みになっており、中から天気予報として次のうちのどれかが出てくる。
- 金色に輝く太陽（晴天）
- オオアオサギ（雨天）
- 口が開いたドラゴン（荒天）

機械が取り付けてある側の電球は温度が上がるにつれて段々光る仕組みになっており、水銀温度計を連想させるようになっている。

## 行事

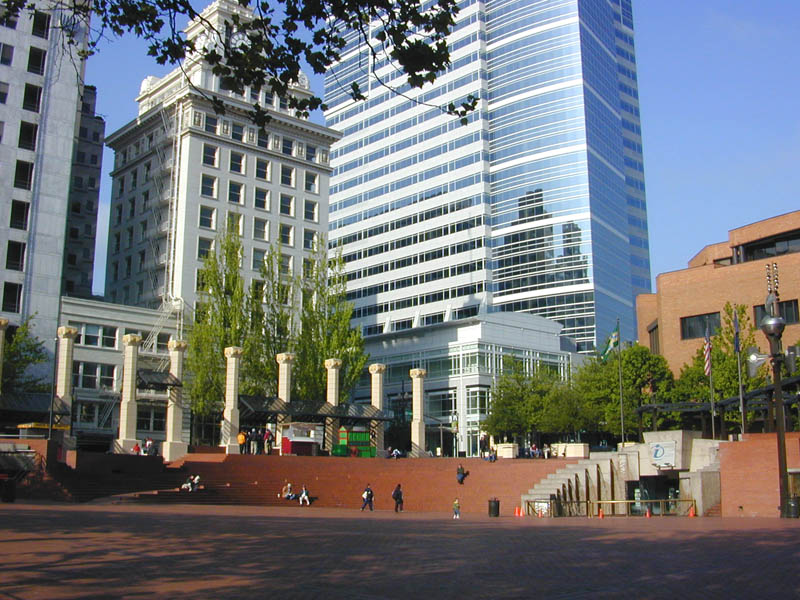
パイオニア・コートハウス・スクウェアでは多くのイベントが催される。

春季や夏季に行われる無料のショーなど、多くのイベントが地元企業の援助によってパイオニア・コートハウス・スクウェアで開催される。開催されるイベントのほとんどは大人から子供まで楽しめるものである。2006年には市総出の枕投げ、その後には市総出のパジャマ・パーティーが開催された。また、この広場は演説、政治デモ、集会、徹夜の祈りが行われる場所としても機能している。感謝祭まで広場の中央に大きなクリスマスツリーが置かれているが、毎年感謝祭後の金曜日の晩にツリー点灯式が行われる。クリスマスに関連したその他のイベントとして、「チューバ・ツリー」がある。これは、200本近くのチューバとユーフォニアムが主役となる祝典で、クリスマスの休暇にちなんだ楽曲が演奏される。大晦日の祝典もこの広場で開催されている。
2006年6月27日、パイオニア・コートハウス・スクウェアは史上最高となる8,500人が訪れ、広場を埋め尽くした。彼らは2006年度全米大学体育協会（NCAA）カレッジ・ワールド・シリーズでベースボール・チャンピオンとなったオレゴン・ステート・ビーバーズを称賛した。
2006年7月、サッカーのFIFAワールドカップの準決勝戦および決勝戦の観戦のため、広場に液晶スクリーンが設置された。